# Стефан Телен
Стефан Телен (нід. Stefan Teelen, нар. 10 квітня 1979, Маасейк) — бельгійський футболіст, що грав на позиції півзахисника.

## Клубна кар'єра
Народився 10 квітня 1979 року в місті Маасейк. Вихованець футбольної школи клубу «Генк». Дорослу футбольну кар'єру розпочав 1997 року в основній команді того ж клубу, в якій провів п'ять сезонів, взявши участь у 40 матчах чемпіонату. За цей час він по два рази виграв з командою Кубок Бельгії і національний чемпіонат, але основним гравцем так і не став. З 2002 року грав на правах оренди за команди «Лув'єрваз» та «Гезден-Золдер» і з першим ще раз виграв Кубок Бельгії.
Після закінчення контракту з «Генком» він вирішив спробувати щастя за кордоном і в червні 2004 року приєднався до нідерландського клубу «Зволле», підписавши дворічний контракт. Його виступи в Нідерландах були відзначена низкою травм, через які він пропустив половину матчів. Після закінчення його контракту керівництво клубу не продовжило його, і він приєднався до клубу «Вербрудерінг» (Гел) з третього бельгійського дивізіону, де зіграв лише два матчі через травми в першій половині сезону 2006/07.
У грудні 2006 року Телен залишив клуб і приєднався до «Вербрудерінга» (Маасмехелен), команди, яка боролася за збереження прописки у четвертому дивізіоні. Незважаючи на внесок Тілена, клуб опустився до регіональної ліги після поразки в плей-оф. Незважаючи на виліт, він залишився в клубі та допоміг йому посісти перше місце і підвищитись у класі. Це повернення було недовгим для Тілена та його товаришів по команді, які не змогли втримати свої позиції на національному рівні та були змушені знову перейти до регіональних змагань у 2009 році.
Цього разу Телен не залишився в команді і підписав контракт з клубом «Есперанса Пелт», іншим клубом з Лімбурга, але і з цією командою в першому ж сезоні вилетів до регіональної ліги. Після цього він приєднався до клуб «Ендрахт» (Терм'єн), де і завершив кар'єру в грудні 2013 року.

## Виступи за збірну
Виступав у складі юнацьких збірних Бельгії, за які загалом взяв участь у 34 іграх.
У 2000–2002 роках залучався до складу молодіжної збірної Бельгії, з якою був учасником молодіжного чемпіонату Європи 2002 року у Швейцарії, на якому бельгійці не подолали груповий етап. Всього на молодіжному рівні зіграв у 6 офіційних матчах.

## Досягнення
- Чемпіон Бельгії: 1998/99, 2001/02
- Володар Кубка Бельгії: 1997/98, 1999/00, 2002/03